# Deutsch-polnische Regierungskommission
Nach Art. 12 des Vertrages zwischen der Bundesrepublik Deutschland und der Republik Polen über gute Nachbarschaft und freundschaftliche Zusammenarbeit vom 17. Juni 1991 gegründet, ist die Deutsch-Polnische Regierungskommission für regionale und grenznahe Zusammenarbeit erstmals 1991 zusammengetreten. Ihre Sitzungen finden einmal jährlich unter deutschem und polnischem Ko-Vorsitz statt.
Ihre Aufgaben sind, die Kontakte und die Zusammenarbeit zwischen regionalen, kommunalen und sonstigen Institutionen zu pflegen und weiterführende Initiativen anzuregen.
Mitglieder der Kommission sind auf deutscher Seite das Auswärtige Amt und Vertreter aus weiteren Bundesministerien sowie aus den Bundesländern, zu deren Aufgaben die regionale und grenzüberschreitende Zusammenarbeit gehört. Die polnische Seite wird durch das Innenministerium sowie durch Vertreter von Regierung und Woiwodschaften repräsentiert.
Teilnehmer sind auch die seit 1991 bestehenden vier Euroregionen. Hauptziel dieser bilateralen (Euroregion Spree-Neiße-Bober, Euroregion Pro Europa Viadrina) beziehungsweise trilateralen (Euroregion Pomerania: Deutschland, Polen, Schweden; Euroregion Neiße: Deutschland, Polen, Tschechien) Euroregionen ist es, die aus der Grenzlage resultierenden Struktur- und Standortnachteile gemeinsam mit den Partnern jenseits der Grenze auszugleichen.
Auch die EU-Kommission kann Teilnehmer zu den Sitzungen entsenden. Die Europäische Union fördert im Rahmen der Europäischen Territorialen Zusammenarbeit (ETZ; INTERREG V A in der Förderperiode 2014–2020) Projekte in der deutsch-polnischen Grenzregion und leistet somit ihren Beitrag zur Kooperation in der Grenzregion.
Die Ausschüsse der Regierungskommission sind der
- Ausschuss für Raumordnungsfragen[2]
- Ausschuss für grenznahe Zusammenarbeit
- Ausschuss für interregionale Zusammenarbeit
- Ausschuss für Bildungszusammenarbeit[3]